# Kerbach
Kerbach (fràncic lorenès Kerboch) és un municipi francès situat al departament del Mosel·la i a la regió del Gran Est. L'any 2007 tenia 1.155 habitants.

## Demografia

### Població
El 2007 la població de fet de Kerbach era de 1.155 persones. Hi havia 424 famílies, de les quals 69 eren unipersonals (16 homes vivint sols i 53 dones vivint soles), 147 parelles sense fills, 175 parelles amb fills i 33 famílies monoparentals amb fills.
La població ha evolucionat segons el següent gràfic:
Habitants censats

### Habitatges
El 2007 hi havia 455 habitatges, 437 eren l'habitatge principal de la família, 7 eren segones residències i 11 estaven desocupats. 402 eren cases i 52 eren apartaments. Dels 437 habitatges principals, 373 estaven ocupats pels seus propietaris, 48 estaven llogats i ocupats pels llogaters i 15 estaven cedits a títol gratuït; 2 tenien dues cambres, 32 en tenien tres, 87 en tenien quatre i 316 en tenien cinc o més. 414 habitatges disposaven pel capbaix d'una plaça de pàrquing. A 143 habitatges hi havia un automòbil i a 265 n'hi havia dos o més.

### Piràmide de població
La piràmide de població per edats i sexe el 2009 era:
| Homes | Edats   | Dones |
| ----- | ------- | ----- |
| 0     | 95 o +  | 0     |
| 0     | 90 a 94 | 0     |
| 4     | 85 a 89 | 0     |
| 0     | 80 a 84 | 4     |
| 16    | 75 a 79 | 8     |
| 12    | 70 a 74 | 16    |
| 24    | 65 a 69 | 32    |
| 24    | 60 a 64 | 24    |
| 24    | 55 a 59 | 16    |
| 28    | 50 a 54 | 32    |
| 56    | 45 a 49 | 40    |
| 48    | 40 a 44 | 60    |
| 48    | 35 a 39 | 40    |
| 28    | 30 a 34 | 44    |
| 24    | 25 a 29 | 12    |
| 24    | 20 a 24 | 20    |
| 44    | 15 a 19 | 52    |
| 40    | 10 a 14 | 40    |
| 20    | 5 a 9   | 24    |
| 24    | 0 a 4   | 24    |

## Economia
El 2007 la població en edat de treballar era de 807 persones, 547 eren actives i 260 eren inactives. De les 547 persones actives 509 estaven ocupades (273 homes i 236 dones) i 37 estaven aturades (13 homes i 24 dones). De les 260 persones inactives 83 estaven jubilades, 83 estaven estudiant i 94 estaven classificades com a «altres inactius».

### Ingressos
El 2009 a Kerbach hi havia 459 unitats fiscals que integraven 1.256 persones, la mediana anual d'ingressos fiscals per persona era de 20.570 €.

### Activitats econòmiques
Dels 22 establiments que hi havia el 2007, 1 era d'una empresa de fabricació d'altres productes industrials, 3 d'empreses de construcció, 10 d'empreses de comerç i reparació d'automòbils, 1 d'una empresa de transport, 1 d'una empresa financera, 4 d'empreses de serveis, 1 d'una entitat de l'administració pública i 1 d'una empresa classificada com a «altres activitats de serveis».
Dels 6 establiments de servei als particulars que hi havia el 2009, 1 era una oficina bancària, 1 taller de reparació d'automòbils i de material agrícola, 1 paleta, 1 fusteria, 1 lampisteria i 1 perruqueria.
L'únic establiment comercial que hi havia el 2009 era una botiga de menys de 120 m².
L'any 2000 a Kerbach hi havia 5 explotacions agrícoles.

## Equipaments sanitaris i escolars
L'únic equipament sanitari que hi havia el 2009 era una farmàcia.
El 2009 hi havia una escola elemental.

## Poblacions més properes
El següent diagrama mostra les poblacions més properes.